# 贝尔福站
贝尔福站，全称贝尔福城站，位于法国东部城市贝尔福，是该市市区内最重要的火车站，也是法国东北部的一个铁路枢纽。2011年，该站累计接送旅客数量超过130万人次。

## 位置
贝尔福站位于贝尔福市区的西部，距离贝尔福市政厅（Mairie de Belfort）大约750米。车站呈南北走向，开口朝东，北侧有地下通道可与车站的西侧连接。车站正门为市区公交车站，南侧则为长途汽车站。沿街设有社会车辆停车场。

## 站名
为了避免与贝尔福-蒙贝利亚尔TGV站混淆，贝尔福站的官方名称为贝尔福城站（Gare de Belfort-Ville）。不过事实上，“城”这个后缀使用的很少。

## 站台设置
| 西↑ |             |        |
|     |             | 存车线 |
| 5道 |             |        |
|     | 岛式        |        |
| 4道 |             |        |
| 3道 |             |        |
|     | 岛式        |        |
| 2道 |             |        |
| 1道 |             |        |
|     | 侧式 主站房 |        |
| 东↓ |             |        |

贝尔福汽车站

## 高铁
法国高速铁路莱茵河-罗讷河线经过贝尔福市区南侧，但由于该线路与贝尔福站之间没有联络线，因此贝尔福站没有开行TGV列车。不过，位于贝尔福站以南大约8公里处的法国高速铁路莱茵河-罗讷河线正线上有一个高铁车站—贝尔福-蒙贝利亚尔TGV站（Gare de Belfort-Montbéliard-TGV），该站有直达巴黎、第戎、马赛、里昂、蒙彼利埃、斯特拉斯堡、苏黎世以及法兰克福等地的TGV列车。由贝尔福站出发，可乘坐TER列车或贝尔福市区公交3路前往该站。

## 停靠线路
以下列车线路在贝尔福站停靠：
| 贝尔福站列车线路表      |      |          |                            |              |
| 线路                    | 车种 | 上一站   | 下一站                     | 大致运行频率 |
| 巴黎—贝尔福/米卢斯      | TER  | 吕尔     | （终点）                   | 每天4趟左右  |
| 贝尔福—米卢斯           | TER  | （起点） | 谢夫勒蒙/小克鲁瓦/旧蒙特勒 | 每天14趟左右 |
| 贝尔福—贝尔福TGV站/代勒 | TER  | （起点） | 当茹坦                     | 每天8趟左右  |
| 贝桑松—贝尔福           | TER  | 埃里库尔 | （终点）                   | 每天15趟左右 |
| 里昂/隆斯勒索涅—贝尔福  | TER  | 埃里库尔 | （终点）                   | 每天6趟左右  |
| 蒙贝利亚尔—贝尔福       | TER  | 埃里库尔 | （终点）                   | 每天6趟左右  |
| 沃苏勒—贝尔福           | TER  | 三橡     | （终点）                   | 每天6趟左右  |
| 埃皮纳勒—贝尔福         | TER  | 三橡     | （终点）                   | 每天7趟左右  |
| 1.                      |      |          |                            |              |

## 配套交通

### 长途客运
贝尔福站对应的大巴车上下车地点为贝尔福汽车站（Gare Routière），就位于贝尔福站门口。
| 停靠贝尔福的大巴车 |                         | |
| 上下车地点         | 运营单位                | 主要目的地 |
| 贝尔福汽车站       | Flixbus                 | （可直达或通过联程中转的方式，前往法国及欧洲21个目的地） |
| 贝尔福汽车站       | Isilines EUROLINES      | （可直达或通过联程中转的方式，前往法国及欧洲733个目的地） |
| 贝尔福汽车站       | MobiGo Lignes saônoises | LR610 弗拉耶和沙特比耶 · 普朗谢莱米讷 |
| 贝尔福汽车站       | 贝尔福城市公共交通      | 周一至六开行： -E 蒙贝利亚尔 周日及节假日开行： -90 瓦尔杜瓦 · 塞马马尼 · 绍村 · 日罗马尼 -91 代内 · 罗普 · 默农库尔 · 昂茹泰 · 埃蒂丰 · 鲁日蒙堡 -92 佩鲁斯 · 贝松库尔 · 弗赖 · 方丹 · 富斯马涅 · 屈讷利耶尔 · 蒙特勒堡 |
| 贝尔福汽车站       | SNCF                    | （当某条铁路线施工或罢工时，SNCF可能会提供途径该线路沿途站点的大巴车） |
| 1. 2. 3. 4.        |                         | |

### 城市公共交通
| 贝尔福站附近的市内公共交通线路 |              | |
| 公交车站名称                   | 位置         | 停靠线路 |
| （火车站）                     | 贝尔福站门口 | -1 瓦尔杜瓦-市政府 ↔ 贝尔福-抵抗 -2 贝尔福-公平·上贝尔福 ↔ 克拉旺什-科技园/巴维耶-女士 -3 瓦尔杜瓦-市政府 ↔ 梅鲁-高铁站/沙特努瓦莱福日-沙特努瓦 |
| 1. 2.                          |              | |

## 临近车站
| 贝尔福站（Gare de Belfort）      |                  |                     |
| 上行车站                         | 线路             | 下行车站            |
| 三橡站 1.8km ←                   | 巴黎－米卢斯铁路 | 谢夫勒蒙站 → 11.6km |
| 埃里库尔站 10km ←                | 多勒－贝尔福铁路 | （终点）            |
| （起点）                         | 贝尔福－代勒铁路 | 当茹坦站 → 2km      |
| - 本表仅显示运营中的线路及车站。 |                  |                     |